# Urothoe intermedia
Urothoe intermedia is een vlokreeftensoort uit de familie van de Urothoidae. De wetenschappelijke naam van de soort is voor het eerst geldig gepubliceerd in 1986 door Bellan-Santini & Ruffo.